# Szypiany
Szypiany (biał. Шыпяны, ros. Шипяны) – wieś na Białorusi, w rejonie smolewickim obwodu mińskiego, w sielsowiecie Kurhannie, około 15 km na południowy wschód od Smolewicz, na lewym brzegu Ptyczy.

## Historia
Szypiany są znane od co najmniej 1495 roku, kiedy to wielki książę litewski (wtedy) Aleksander Jagiellończyk podarował te dobra biskupowi wileńskiemu Wojciechowi Taborowi (~1453–1507). W 1778 roku była to własność biskupa Ignacego Massalskiego (prawdopodobnie drogą dziedziczenia po bracie Wojciecha Tabora, Bartoszu). W połowie XIX wieku Szypiany należały do Pauliny Moniuszkówny (1831–1903) herbu Krzywda (prawdopodobnie znowu drogą dziedziczenia, po bracie Ignacego Józefie Adrianie), która, wychodząc za Leona Wańkowicza (1831–?) herbu Lis, wniosła ten majątek w posagu do rodziny Wańkowiczów. Na początku XX wieku dobra te należały do ich syna Pawła (1862–?).
Na przełomie XIX i XX wieku tutejszy majątek Wańkowiczów, wraz z pobliskim folwarkiem Pocieczoło (obecnie Paciczowa, biał. Пацічова), liczył 365 włók (około 6 570 ha).
W wyniku II rozbioru Polski Szypiany znalazły się w 1793 roku w Imperium Rosyjskim. W drugiej połowie XIX wieku należały do gminy Wierchmień w ujeździe ihumeńskim guberni mińskiej. 15 września 1919 roku gmina wraz z powiatem ihumeńskim weszła w skład administrowanego przez Zarząd Cywilny Ziem Wschodnich okręgu mińskiego. Po wytyczeniu granicy wschodniej gmina znalazła się poza terytorium II Rzeczypospolitej, na terytorium ZSRR, od 1991 roku – na terenie Białorusi.

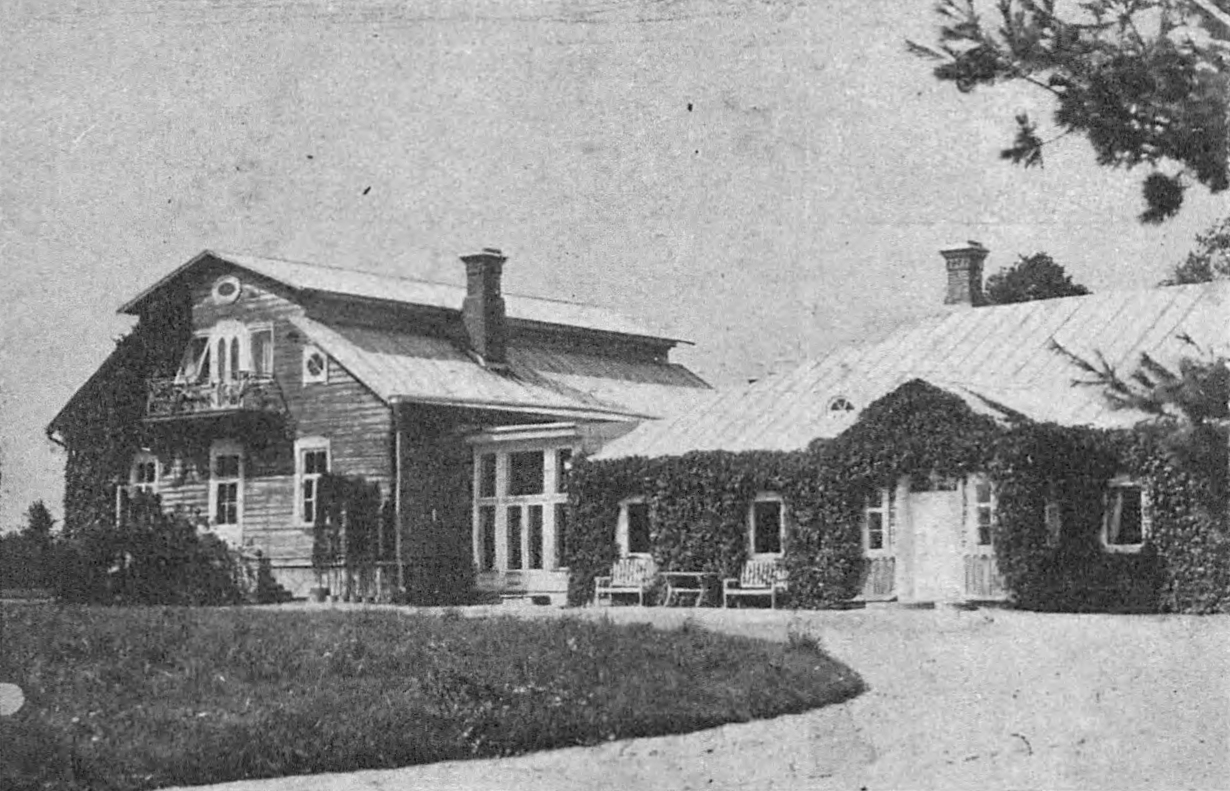
Dwór Wańkowiczów, początek XX wieku, przed 1917 rokiem

## Dawny dwór
W Szypianach stał stary, modrzewiowy w swej większej części parterowy dwór obrośnięty winoroślą, z prostym gankiem i przykryty gładkim, czterospadowym dachem z co najmniej jednym półkolistym wolim okiem. Do prawego skrzydła domu dobudowano przeszklony pawilon, będący prawdopodobnie oranżerią, a dalej – większy budynek, skierowany boczną elewacją do podjazdu, z wysokim poddaszem i łamanym dachem dwuspadowym. Był on również obrośnięty winoroślą. 
Nie wiadomo nic o wnętrzach dworu poza tym, że mieściły dużą bibliotekę, w tym zawierającą wiele dokumentów dotyczących szkół ludowych założonych przez Dominika Moniuszkę w Radkowszczyźnie i Pocieczole, wsiach należących do majątku Moniuszków. Na ścianach wisiała galeria obrazów Aleksandra Moniuszki (ojca Pauliny, wnuka Stanisława Moniuszki).
Dom był otoczony wielkim parkiem, przechodzącym w lasy. W parku tym zostali rozstrzelani w czasie II wojny światowej mieszkańcy dworu. 
Do dworu od bramy prowadziła reprezentacyjna, dębowa aleja. Resztki bramy i aleja zachowały się do dziś. Dwór został zniszczony (zostały jedynie fundamenty), ale na terenie folwarku stoi wiele dawnych zabudowań gospodarczych, w tym dawna serowarnia, kuchnia, stajnia oraz domy pracowników majątku. W pozostałościach parku do dziś zachowało się kilka alej.